# Goose Mountain Ecological Reserve
Die Goose Mountain Ecological Reserve ist ein Naturschutzgebiet zentral in der kanadischen Provinz Alberta gelegen. Das Schutzgebiet befindet sich 220 km nordwestlich der Großstadt Edmonton.

## Lage
Das 1246,48 ha große Schutzgebiet liegt in den Swan Hills etwa 50 km westlich der Ortschaft Swan Hills im Municipal District of Greenview No. 16. Das Gelände befindet sich auf etwa 1000 m Höhe im höchsten Teil der Swan Hills.

## Vegetation
Das Areal ist mit borealem Nadelwald aus Engelmann-Fichten und Küsten-Kiefern bedeckt. Erlen und Weiden wachsen an Feuchthängen. Weiterhin gibt es in dem Schutzgebiet 16 Pflanzenarten, die in der Provinz Alberta selten sind. Diese sind: Angelica genuflexa, Carex deflexa, Carex loliacea, Carex trisperma, der Dreiblättrige Goldfaden (Coptis trifolia), der Berg-Blasenfarn (Cystopteris montana), Dryopteris phegopteris, Epilobium leptocarpum, das Sumpf-Labkraut (Galium palustre), der Tannenbärlapp (Huperzia selago), die Igelkraftwurz (Oplopanax horridus), Pohlia proligera, Ranunculus uncinatus, das Große Torfmoos (Sphagnum majus), Streptopus streptopoides und die Dreiblättrige Schaumblüte (Tiarella trifoliata).

## Zugang
Das Schutzgebiet ist über die Goose Mountain Fire Tower Road von Swan Hills aus erreichbar. Es gibt keine Infrastruktur. Das Übernachten und Feuermachen ist im Schutzgebiet verboten.